# Маріацельська залізниця
Маріацельська залізниця (нім. Mariazellerbahn, раніше називалася Niederösterreichisch-steirische Alpenbahn) — вузькоколійна залізнична лінія, що з'єднує столицю Нижньої Австрії місто Санкт-Пельтен з найбільшим паломницьким центром Австрії — містом Маріацелль (федеральна земля Штирія).
Власником і оператором залізниці з грудня 2010 року є Транспортна організація Нижньої Австрії (Niederösterreichische Verkehrsorganisationsgesellschaft, NÖVOG).

## Історія
Паломницький центр Маріацелля був одним з найвідвідуваніших іноземцями місць Австро-Угорщини в XIX столітті. Багато думок було з приводу будівництва туди залізниці, і тільки після того, як 1895 року було прийнято Закон про залізниці Нижньої Австрії (Niederösterreichisches Landeseisenbahngesetz von 1895), почалася робота над проєктом. Через важку доступність місцевості, якою мала пройти залізнична лінія, було вирішено побудувати її вузькоколійною. 1896 року Нижньо-австрійське залізничне управління (Niederösterreichische Landeseisenbahnamt) розпочало будівельні роботи під керівництвом виконувача обов'язків директора Йозефа Фоговіца (Josef Fogowitz). 4 липня 1898 року відкрито першу ділянку дороги. Будівництво продовжилося і 1906 року рух став можливим. Однією з видатних інженерних споруд на цій лінії став тунель Gösingtunnel довжиною 2369 метрів — найдовший тунель на австрійській вузькоколійній залізниці. 2 травня 1907 року почався рух пасажирів до Маріацелля.

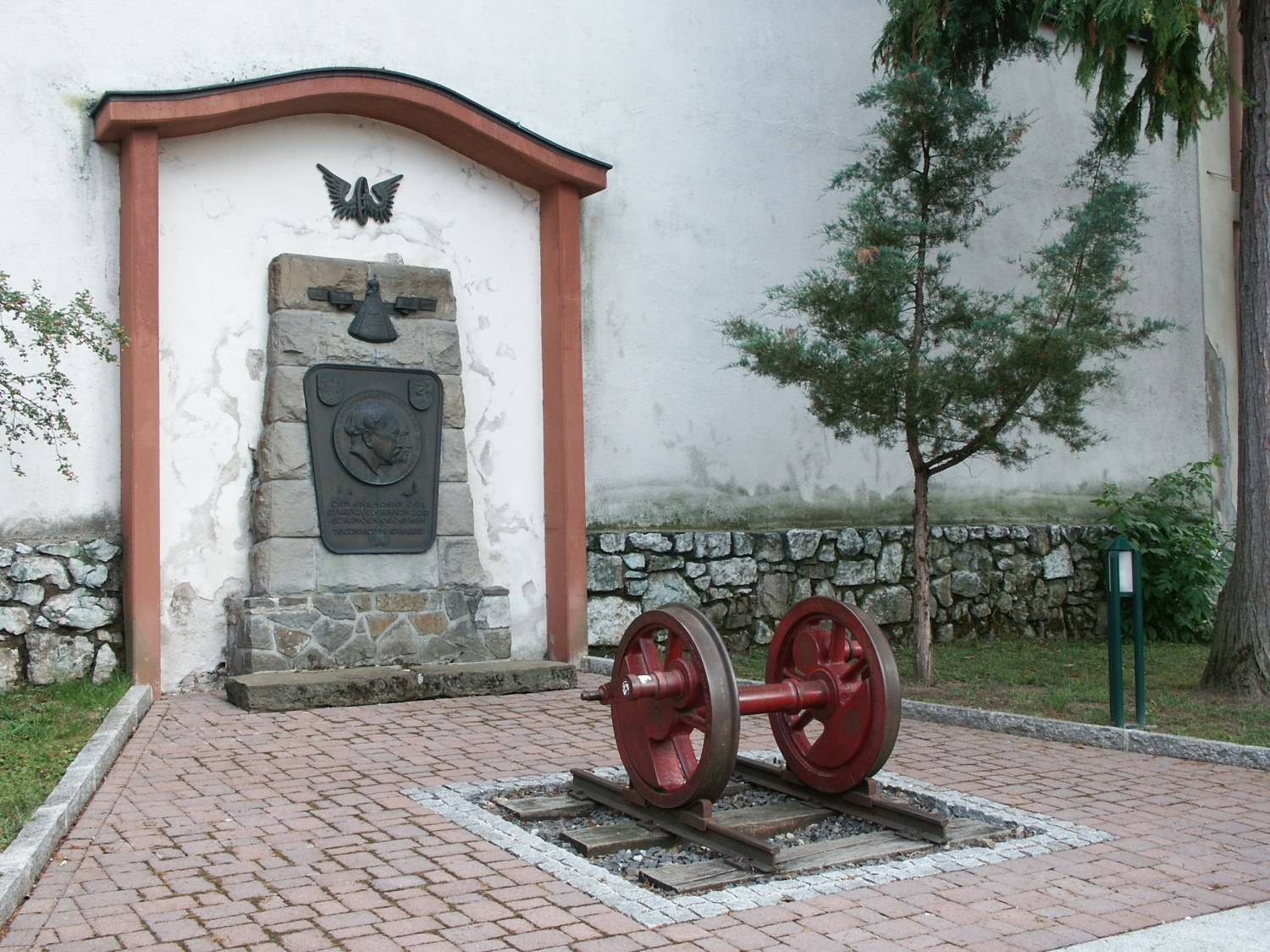
Пам'ятник будівельникам Маріацелльської залізниці

Згодом було розглянуто кілька варіантів підвищення продуктивності дороги, зокрема двоколійне її розширення та придбання потужніших паровозів. Виконувач обов'язків директора Державного управління залізниць Едуард Енгельманн запропонував електрифікувати лінію за допомогою однофазного змінного струму. Ця пропозиція вважалося революційною, оскільки ніколи раніше залізниця такої довжини не мала електричної тяги. У той час електричну тягу мали тільки трамваї і невеликі місцеві залізниці — і всі вони живилися від постійного струму. Тільки збудована 1904 року залізниця Stubaitalbahn споживала змінний струм. Незважаючи на запеклий опір, Енгельманн зміг втілити в життя свої задуми: пророблений ним у деталях 1906 року, проєкт затверджено в грудні 1907 року. До 1911 року тривали роботи з електрифікації залізниці: створювалися технічні об'єкти (зокрема електрична станція Вінербрук) і закуповувалися локомотиви серії ÖBB 1099, які використовувалися аж до 2013 року. Побудовані на Маріацельській залізниці електричні станції також використовувалися для постачання електроенергією гірських областей і згодом сформували основу для Нижньо-Австрійської регіональної енергетичної компанії NEWAG (в даний час — EVN AG).
Під час першої світової війни велику кількість паровозів і вагонів тимчасово конфіскували на військові потреби. Під час другої світової війни залізниця трохи постраждала. Після війни вона реконструювалася і оновлювала рухомий склад, переходячи від одного власника до іншого. Восени 2003 року було розроблено план переведення частини Маріацельської залізниці на стандартну колію, однак він не був реалізований.
Протягом півтора місяця, від 30 березня до 12 травня 2016 року, на залізничній лінії проводилися капітальні роботи, і для сполучення Санкт-Пельтен — Маріацелль використовували автобуси.
В даний час на Маріацельській залізниці використовуються нові панорамні вагони «Himmelstreppe» виробництва швейцарської компанії Stadler Rail.